# Chilly-Mazarin
Chilly-Mazarin este o comună franceză situată în departamentul Essonne, în regiunea Île-de-France.
Legată de Lutetia încă din secolul al III-lea printr-un apeduct, Chilly-Mazarin a fost din Evul Mediu domeniul unor familii importante, apoi al unor nobili celebri care au înzestrat-o cu castele, printre care și moștenitorii cardinalului Jules Mazarin, care i-au dat numele. Teren viticol până în secolul al XVIII-lea, a cunoscut de la sfârșitul secolului al XIX-lea o mutație demografică odată cu sosirea căii ferate, apoi, la mijlocul secolului al XX-lea, a autostrăzii, care a transformat-o în suburbie rezidențială, populația dublându-se în patru decenii. Construcția aeroportului Paris-Orly, care ocupă o parte din teritoriul său, a completat orientarea economiei locale către sectorul terțiar și în special către logistică.

## Geografie

### Localizare
Chilly-Mazarin este situat în regiunea Île-de-France, în nordul departamentului Essonne, complet integrat în aglomerația pariziană, în ceea ce era odinioară ținutul și astăzi regiunea naturală Hurepoix.
Chilly-Mazarin este situat la 18 kilometri sud-vest de Catedrala Notre-Dame din Paris, punctul zero al drumurilor Franței, la 12 kilometri nord-vest de Évry, la 6 kilometri sud-est de Palaiseau, la 15 kilometri nord-vest de Corbeil-Essonnes, la 32 kilometri nord-est de Étampes, la 8 kilometri nord-est de Montlhéry, la 14 kilometri nord-est de Arpajon, la 24 kilometri nord-vest de La Ferté-Alais, la 30 kilometri nord-est de Dourdan și la 35 kilometri nord-vest de Milly-la-Forêt. Este, de asemenea, situat la 126 kilometri sud-vest de omonimul său Chilly din Somme, la 201 kilometri sud-vest de Chilly din Ardennes, la 407 kilometri nord-vest de Chilly din Haute-Savoie, la 329 kilometri nord-est de Chilly-le-Vignoble și la 333 kilometri nord-est de Chilly-sur-Salins, ambele din Jura.
Comuna ocupă un teritoriu aproximativ trapezoidal, de 1200 de metri la vest, 3700 de metri la est, 2500 de metri la sud și 1800 de metri la nord, cu o suprafață totală de 557 de hectare. Institutul național de informații geografice și forestiere atribuie coordonatele geografice 48° 42′ 10″ N, 2° 19′ 11″ E punctului central al acestui teritoriu.
Peste 65% din acest teritoriu este urbanizat și construit, la care se adaugă 8,63% de spații urbane libere. Terenurile care și-au păstrat un caracter "rural" sunt, în realitate, compuse din 51 de hectare de pajiști în incinta aeroportului și 83 de hectare de culturi agricole mari la marginea acestuia. Limitele sudică și estică sunt marcate de două cursuri de apă: râul Yvette la sud și pârâul Bief la est. Bazine ornamentale au rămas din fostele parcuri ale castelelor. Amplasat pe versantul văii, teritoriul se ridică ușor între altitudinea minimă de 42 de metri în extremitatea sud-estică și altitudinea maximă de 101 metri în nord-vest.
Astăzi este traversat de mai multe artere rutiere și feroviare importante: traseul original și deviația fostei șosele naționale 20 la vest, autostrada A6 în centru și autostrada A126 de la vest la est, la care se adaugă drumurile departamentale RD 217, RD 120 și RD 167. Linia de Mare Centură traversează comuna printr-o buclă de la vest la sud-est și îi permite să aibă gara Chilly-Mazarin, deservită de linia 12 a tramvaiului din Île-de-France. În afară de centrul vechi al orașului, grupat în jurul primăriei, marile ansambluri și cartierele de case individuale constituie țesutul urban al comunei.
Chilly-Mazarin se învecinează la nord-vest cu Massy, în apropierea „intersecției Champarts”, numită și „carrefour des Quatre Fourchette”. La nord și nord-est se află comuna Wissous, cu care împarte o parte importantă a aeroportului Paris-Orly. La est, strada Édouets, bulevardul Victor Hugo, bulevardul Pommiers, bulevardul Cour-de-France, cursul râului Bief și calea spre Corbeil marchează granița cu Morangis. De la sud-est la sud-vest, râul Bief, râul Yvette, strada Gravigny, strada Georges Bizet, strada Denis Papin, bulevardul Arago, strada Blaise Pascal și strada Chemin-Blanc delimitează granița cu Longjumeau. La vest, zona industrială marchează granița cu Champlan.

### Comune limitrofe
| Massy      | Wissous    | Wissous    |
| Champlan   |            | Morangis   |
| Longjumeau | Longjumeau | Longjumeau |

### Hidrografie

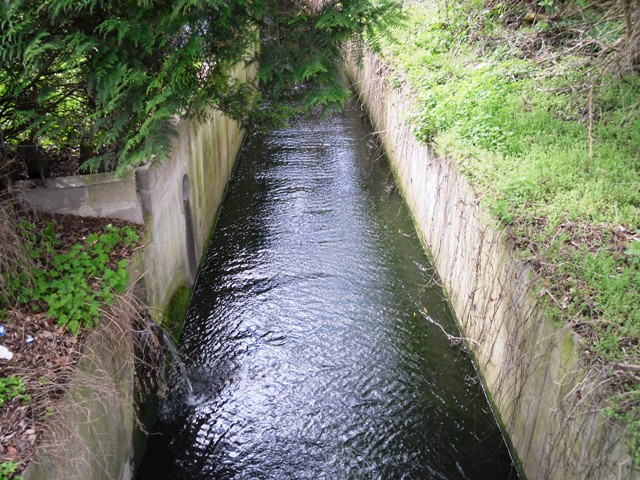
Pârâul Bief.

În extremitatea sudică a comunei curge râul Yvette, subafluent al Senei, care străbate teritoriul pe o distanță de un kilometru de la vest la est. Imediat după ieșirea de pe teritoriu, râul se unește cu pârâul Le Bief, parțial subteran, care străbate domeniul municipal pe o distanță de peste un kilometru spre est. În centrul orașului, în fostul parc al castelului, se află un canal mare, lat de douăzeci de metri și lung de patru sute șaptezeci de metri, legat de un bazin și de șanțurile cu apă printr-un râu artificial. În extremitatea nord-estică a zonei industriale Moulin à Vent, aproape de aeroport, se află un bazin de retenție a apelor pluviale. În cartierul Bel Abord mai există două bazine ale fostei grădini în stil francez.

### Relief și geologie
Chilly-Mazarin este situat pe versantul nordic al văii râului Yvette și pe partea sudică a platoului Orly, teritoriul având o altitudine minimă de 42 de metri în extremitatea sudică a comunei, aproape de confluența râurilor Yvette și Bief, și o altitudine maximă de 101 metri în est, în cartierul Quatre Fourchettes. Terenul se ridică lent spre sud între cursul râului și centrul orașului, atingând 64 de metri altitudine în apropierea gării, aflată la 1500 de metri distanță, apoi mai rapid spre nord-vest, atingând 95 de metri altitudine în cartierul Sans Souci, aflat la 1200 de metri distanță. Partea „chirocheză” a aeroportului Paris-Orly este situată la o altitudine aproximativă de 87 de metri.
Situată în nordul regiunii Hurepoix, în Bazinul Parisian, comuna este amplasată pe un subsol caracteristic regiunii, compus din straturi succesive de nisip de Fontainebleau și piatră, marnă amestecată cu ghips, care se sprijină pe un strat profund de calcar.

### Climă
În 2010, clima comunei este de tipul climatului oceanic degradat al câmpiilor din Centru și Nord, conform unui studiu al Centrului Național de Cercetare Științifică (CNRS) pe baza unui set de date care acoperă perioada 1971-2000 bazat pe o serie de date din perioada 1971-2000. În 2020, Météo-France a publicat o tipologie a climatului pentru Franța metropolitană, în care comuna este expusă unui climat oceanic și se află în regiunea climatică Sud-vest a bazinului Parisian, caracterizată printr-o ploaie redusă, în special primăvara (120-150 mm) și un iarnă rece (3,5 °C).
Pentru perioada 1971-2000, temperatura anuală medie este de 11,6 °C, cu o amplitudine termică anuală de 15,4 °C. Cumulul anual mediu de precipitații este de 650 mm, cu 10,8 zile de precipitații în ianuarie și 7,8 zile în iulie. Pentru perioada 1991-2020, temperatura medie anuală observată la stația meteorologică Météo-France cea mai apropiată, situată în comuna Épinay-sur-Orge la 3 km distanță, este de 11,9 °C, iar cumulul anual mediu de precipitații este de 628,9 mm.
Parametrii climatici ai comunei au fost estimați pentru mijlocul secolului (2041-2070) conform diferitelor scenarii de emisie de gaze cu efect de seră, bazate pe noile proiecții climatice de referință DRIAS-2020. Aceștia pot fi consultați pe un site dedicat publicat de Météo-France în noiembrie 2022.

## Urbanism

### Tipologie
La 1 ianuarie 2024, Chilly-Mazarin este clasificată ca mare centru urban, conform noii grile comunale de densitate cu șapte niveluri definită de INSEE (Institutul Național de Statistică și Studii Economice) în 2022. Aceasta aparține unității urbane a Parisului, o aglomerație inter-departamentală care cuprinde 407 comune, dintre care face parte ca o comună din suburbii. În plus, comuna face parte din aria metropolitană a Parisului, fiind una dintre comunele de la periferie, această zonă reunind 1.929 de comune.

### Căi de comunicație și transport
Anterior, mărginită doar pe partea sa vestică de vechea șosea națională 20, comuna se află astăzi la o importantă intersecție rutieră.
Este încă traversată în extremitatea vestică de deviația șoselei naționale 20, care se unește cu traseul original la intersecția Champarts. Traseul anterior nord-sud este ocupat astăzi de RD 217, care intersectează la aceeași intersecție RD 120. Puțin mai la sud trece autostrada A126, care asigură legătura între autostrada A10 în comuna vecină Champlan și autostrada A6, care traversează Chilly-Mazarin de la nord la sud-est. De-a lungul acestei autostrăzi în partea sa nordică, RD 167 formează o șosea de centură în jurul aeroportului Paris-Orly. Este completată la sud de RD 118, care formează o buclă largă în jurul comunei.
În total, 2,8% din suprafața ocupată de aeroportul Paris-Orly se află pe teritoriul comunei Chilly-Mazarin, în extremitatea sa nordică. Astfel, capătul sud-vestic al pistei 06-24 este amplasat pe domeniul Chilly-Mazarin. Comuna este situată și la 38 de kilometri sud-vest de aeroportul Paris-Charles-de-Gaulle, iar aviația de turism și de afaceri este orientată spre aeroportul Toussus-le-Noble, aflat la 16 kilometri nord-vest.

## Toponimie
Cailliacum în 1110[25], Calliacum în 1187, Chilliacum, Challiacum în secolul al XIII-lea, Chailliacum în 1300, Chaliacum în 1458, Chailly în 1632, Challi, Chilly în 1711.
Originea numelui locului provine din cuvântul galic Cail care înseamnă „pădure” sau din pre-indoeuropeana Kal care înseamnă „piatră”. A fost creat sub numele Chilly în 1711, mențiunea familiei Mazarin fiind adăugată în 1822.

## Istorie

### Origini
Descoperirea pe teritoriu a unui vârf de săgeată, a unor răzuitoare și lame din Neolitic și a mormântului unei femei atestă ocuparea locului încă din acea epocă. În timpul perioadei galo-romane, în secolul al III-lea, sub domnia lui Septimius Severus, izvoarele au fost captate pentru a alimenta Lutetia cu apă. Un canal subteran curgea spre nord pentru a se vărsa într-un bazin colector situat în nord-estul actualului teritoriu comunal Wissous, care primea apele izvoarelor din Wissous și Rungis și de unde începea apeductul.

### Sat agricol și seniori prestigioși
În secolul al VIII-lea, populația locală își împărțea activitatea între viticultură și cultivarea grâului. În secolul al XII-lea, târgul numit Chailly avea deja o biserică și o moară.

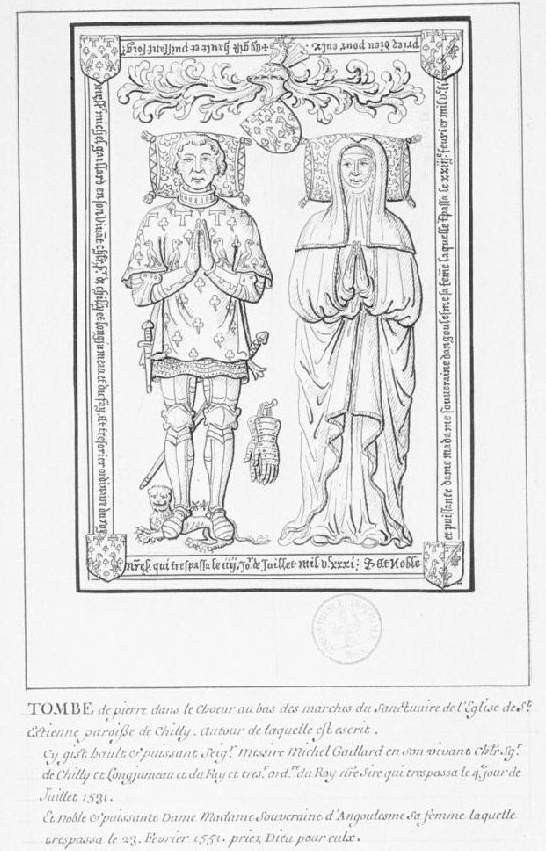
Mormântul lui Michel Gaillard și al Suveranei de Angoulême.

Între 1108 și 1148, terenurile viticole au fost desprinse de domeniul regal și cedate de Ludovic al VI-lea mănăstirii din Longpont.
Fieful este atribuit Ospitalierilor ordinului Sfântului Ioan de Ierusalim la transferul bunurilor ordinului Templului. Acesta depinde atunci de comanderia Balizy.
Încă din secolul al XII-lea, domeniul — împreună cu Longjumeau — a revenit conților de Dreux (Robert, fiul regelui Ludovic al VI-lea și tatăl unui alt Robert) care au construit un prim castel și prioratul Val-Saint-Éloi. Prin căsătorii și succesiuni, totul a aparținut:
- ducilor Bretaniei în secolul al XIII-lea (proveniți din Casa capetiană de Dreux),
- familiei Lusignan de la Marche și Angoulême, tot în secolul al XIII-lea (Hugues al XI-lea se căsătorește cu Yolande de Dreux-Bretagne; nepotul lor Hugues al XIII-lea cedează Chilly și Longjumeau lui Filip cel Frumos, tatăl lui Filip al V-lea și unchiul lui Filip al VI-lea de Valois) (Anastasia de Montfort, contesă de Nola, fiica lui Guy de Montfort, este menționată și ca doamnă de Ch(a)illy și Longjumeau în 1293[29]; dacă acest lucru este adevărat, poate printr-o legătură de rudenie cu familia Lusignan: Hugues al XI-lea de Lusignan este fratele vitreg al lui Henric al III-lea al Angliei, iar Guy de Montfort este nepotul acestui rege),
- unor fideli ai celor trei regi Filip menționați mai sus, în secolul al XIV-lea (Béraud al X-lea de Mercœur, conetabil al Champagnei; Enguerrand de Marigny; Pierre de Via, nepotul lui Ioan al XXII-lea; regina Ioana, văduva lui Filip al V-lea; Ioan al III-lea al Bretaniei),
- caselor de Blois-Bretania-Penthièvre, Anjou și Armagnac, în secolele al XIV-lea și al XV-lea (provenite din Ioana a Bretaniei, fiica ei Maria și descendenta lor Louise de Maine).

Parohia depindea de decanatul Montlhéry. În timpul secolului al XIV-lea, satul a cunoscut Jacqueria.
În secolul al XVI-lea, senioria Chilly aparține familiei Gaillard (din 1499, achiziție de către Michel Ier Gaillard († 1501), legat de Ludovic al XI-lea, de la Louis d'Armagnac). Michel al II-lea Gaillard († 1535) și soția sa Souveraine d'Angoulême († 1551; sora vitregă a lui Francisc I), sunt înmormântați în biserica Saint-Étienne din Chilly.
Martin Ruzé de Beaulieu (c. 1526-1613) achiziționează Chilly și Longjumeau în 1596 de la Michel al III-lea Gaillard de Longjumeau. Fără urmași, lasă moștenire strănepotului său Antoine Coëffier de Ruzé (1581-1632).
În 1624, Antoine Coëffier de Ruzé d'Effiat, revenit victorios din misiunea sa de ambasador la Londra pentru a negocia căsătoria Henriettei-Maria a Franței cu Carol I al Angliei, este decorat cu Ordinul Sfântului Duh și obține pământurile Chilly, Longjumeau și Balizy să fie reunite cu această ocazie într-un singur marchizat; modifică numele târgului în Chilly și achiziționează în plus baronia Massy; va deveni, de asemenea, marchiz de Effiat, superintendent al Finanțelor și mareșal al Franței. Obține de la Ludovic al XIII-lea dreptul de a utiliza apele apeductului Médicis pentru a alimenta bazinele cu apă din parcul castelului Chilly. Traseul acestui apeduct subteran corespunde celui al vechiului canal de alimentare al bazinului colector al apeductului galo-roman al Lutetiei, panta sa fiind inversată. Parcursul său la Chilly, pe sub strada Édouets, strada Pointe, bulevardul Charles-de-Gaulle, strada Pasteur și strada d'Effiat, este punctat de două guri de vizitare, construite în 1630, cu o arhitectură similară cu cea a majorității gurilor de vizitare ale apeductului Médicis, pentru inspecție și întreținere, pe bulevardul Charles de Gaulle și la colțul străzii Pasteur cu strada d'Effiat.
Pe 17 septembrie 1613, Ludovic al XIII-lea vine să asculte slujba la biserica Saint-Étienne. În 1626, clopotnița este reconstruită, iar în 1628 cimitirul adiacent este transferat[34]. În 1630, el cedează lui Robert Godefroy domeniul Bel Abord, unde acesta construiește Castelul Bel Abord.
În 1642, mareșalul d'Effiat construiește prima școală din comună[36]. În 1661, nepotul său Armand de La Porte, duce de La Meilleraye (1632-1713), se căsătorește cu Hortense Mancini (1646-1699), nepoata cardinalului Mazarin, care îl autorizează să poarte numele său de familie, Mazarin; el devine duce de Mazarin.
În 1714, Antoine al II-lea Coëffier de Ruzé d'Effiat (c. 1639-1719; nepotul mareșalului Antoine), marchiz de Effiat și ultimul senior de Chilly din această familie pe linie masculină, fondează un ospiciu la Chilly.

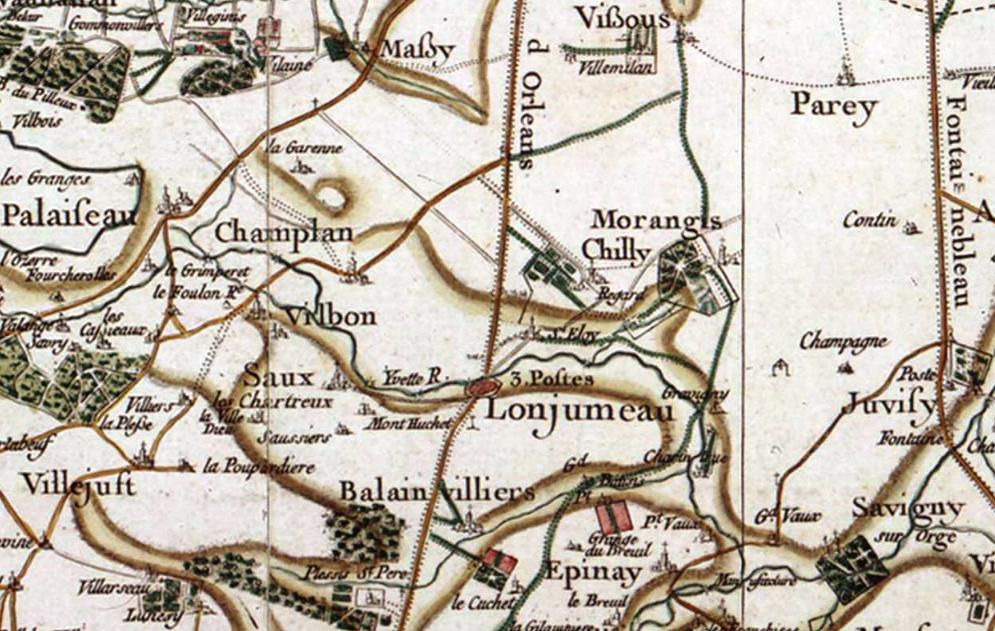
Harta Cassini a regiunii Chilly în secolul al XVII-lea.

În 1771, Louise d'Aumont (1759-1826), descendentă și moștenitoare a familiei La Porte de La Meilleraye și, prin urmare, a familiei Ruzé d'Effiat, se căsătorește cu principele Honoré al IV-lea de Monaco și îi aduce astfel titlurile de marchiz de Chilly, conte de Longjumeau, baron de Massy, duce de Mazarin[38], printre multe alte titluri și o avere imensă.

### Templierii și Ospitalierii
Chilly era de origine templieră, dar în timpul transferului bunurilor ordinului Templului a trecut la Ospitalierii ordinului Sfântului Ioan de Ierusalim și depindea de comanderia Balizy.

### Dezvoltare
Începând cu secolul al XVIII-lea, activitatea viticolă și de morărit scade.
În 1804, Louise d’Aumont vinde castelul Chilly omului de afaceri Louis-Joseph Lecocq, care în 1822 dărâmă cele două aripi laterale înainte de a parceliza domeniul.
În 1856, comuna construiește o nouă primărie-școală pe locul vechii școli.
În 1870, în timpul războiului franco-prusac, clădirea servește drept infirmerie pentru ocupant.
Comuna beneficiază de calea ferată odată cu punerea în funcțiune în 1883 a liniei de Mare Centură și în 1893 a liniei de tramvai Arpajonnais, care aprovizionează halele din Paris și facilitează deplasarea locuitorilor. Atelierele Arpajonnais au fost inițial, până în 1901, situate în apropierea gării de mare centură. Traseul vechii căi ferate Arpajonnais, construit pe un teren propriu prin câmpuri, corespunde actualului bulevard Pierre-Brossolette. Această deservire feroviară duce la dezvoltarea demografică a Chilly-Mazarin: târgul rural de la începutul secolului al XX-lea primește noi locuitori, în mare parte în lotizări de case individuale, triplându-și populația între 1921 și 1926.

## Populația și societatea

### Date demografice
Evoluția numărului de locuitori este cunoscută prin recensămintele populației efectuate în comună începând din 1793. Pentru comunele cu mai puțin de 10 000 de locuitori, un recensământ al întregii populații este realizat la fiecare cinci ani, populațiile legale pentru anii intermediari fiind estimate prin interpolare sau extrapolare.
În 2022, comuna număra 19 981 locuitori, în scădere cu -0,75 % față de 2016 (Essonne: +2,89 %, Franța fără Mayotte: +2,11 %).
| An        | 1793 | 1821 | 1841 | 1851 | 1876 | 1886 | 1901 | 1921 | 1936  | 1962  | 1982   | 2006   | 2014   | 2022   |
| --------- | ---- | ---- | ---- | ---- | ---- | ---- | ---- | ---- | ----- | ----- | ------ | ------ | ------ | ------ |
| Populație | 449  | 369  | 360  | 346  | 397  | 412  | 422  | 398  | 1 681 | 3 411 | 17 271 | 18 639 | 20 018 | 19 981 |

## Cultură locală și patrimoniu

### Locuri și monumente
Mai multe parcuri și grădini sunt răspândite pe teritoriu, printre care parcul primăriei la vest, parcul Champs Foux la est, spațiul Rol Tanguy și pădurea Saint-Éloi la sud.
Pădurea Saint-Éloi de pe malul râului a fost clasificată drept „Spațiu natural sensibil” de către Consiliul General al Essonnei.
Biserica Saint-Étienne din secolul al XII-lea a fost clasificată ca monument istoric pe 12 aprilie 1923 și înscrisă pe 17 iunie 1987. Șanțurile cu apă, podul și pavilionul de intrare al castelului Chilly-Mazarin din secolul al XVII-lea au fost înscrise ca monumente istorice pe 10 mai 1926 și 29 martie 1929 și clasificate pe 4 august 1953. Castelul găzduiește astăzi primăria. Castelul Bel Abord din secolul al XVII-lea a fost distrus în 1963 pentru a construi o reședință. Doar poarta sa monumentală a fost păstrată; a fost înscrisă ca monument istoric pe 28 decembrie 1984, la fel ca alte două porți monumentale din secolul al XVII-lea de pe bulevardul Mazarin, clasificate la aceeași dată.

### Personalități
- Louise d'Aumont (1759-1826), aristocrată, a fost seniorul său.
- Jean Le Moal (1909-2007), artist plastic, a murit aici.
- Albert al II-lea de Monaco (1958- ), principe suveran al Monacoului, deține titlul de marchiz de Chilly-Mazarin.
- Marc Lavoine (1962- ), autor, compozitor, interpret și actor francez, a studiat aici.